# Uropeltis phipsonii
Espèce
Synonymes
- Silybura phipsonii Mason, 1888

Statut de conservation UICN

 VU B1ab(iii) : Vulnérable
Uropeltis phipsonii est une espèce de serpents de la famille des Uropeltidae.

## Répartition
Cette espèce est endémique du Maharashtra en Inde.

## Publication originale
- Mason, 1888 : Description of a new earth-snake of the genus Silybura from the Bombay Presidency with remarks on little known Uropeltidae. Annals and Magazine of Natural History, ser. 6, vol. 1, p. 184-186 (texte intégral).